# Ploërmel
Ploërmel (bret. Ploermael) – miejscowość i gmina we Francji, w regionie Bretania, w departamencie Morbihan. W 2016 roku populacja ówczesnej gminy wynosiła 10 117 mieszkańców. 
Dnia 1 stycznia 2019 roku połączono dwie wcześniejsze gminy: Monterrein oraz Ploërmel. Siedzibą gminy została miejscowość Ploërmel, a nowa gmina przyjęła jej nazwę. 
W Ploërmel znajduje się pomnik Jana Pawła II, którego autorem jest rosyjski rzeźbiarz, gruzińskiego pochodzenia Zurab Cereteli. Pomnik ten stał się znany na świecie z powodu związanych z nim kontrowersji, ponieważ we francuskim prawie od 1905 roku obowiązuje rozdział Kościoła i państwa. Zakazuje ono umieszczania symboli religijnych w miejscach publicznych. Niezgodny z prawem był nie sam pomnik, lecz krzyż, symbol religii chrześcijańskiej, który swoim układem i wymiarami ma charakter ostentacyjny. Dopiero w czerwcu 2018 roku kontrowersje zakończyły się zakupem przez diecezję posągu i jego przemieszczeniem o 30 metrów na grunty nabyte przez diecezję, w sąsiedztwie prywatnej katolickiej uczelni Sacré-Cœur. 

## Miasta partnerskie
Ploërmel współpracuje z sześcioma zagranicznymi miejscowościami na zasadzie partnerstwa miast:
- Kolbuszowa
- Apensen
- Cobh
- Gorseinon
- Llwchwr(inne języki)
- Dabola